# برونوين هيل
برونوين هيل (بالإنجليزية: Bronwyn Hill)‏ هي موظفة مدنية بريطانية، ولدت في 1960 في برادفورد في المملكة المتحدة.